# Terminalia zeylanica
Terminalia zeylanica är en tvåhjärtbladig växtart som beskrevs av Heurck och Muell. Arg.. Terminalia zeylanica ingår i släktet Terminalia och familjen Combretaceae. Inga underarter finns listade i Catalogue of Life.